# House of D - Il mio amico speciale
House of D - Il mio amico speciale (House of D) è un film del 2004 diretto da David Duchovny.
Il film, prima regia dell'attore Duchovny, è stato presentato al Tribeca Film Festival.

## Trama
L'artista americano Tom Warshaw vive a Parigi, nel cercare di risolvere la sua vita adulta problematica, non può fare a meno di riflettere sulla sua straordinaria infanzia. Con la mente torna nel Greenwich Village del 1973, quando tredicenne doveva fare i conti con i suoi problemi a scuola, con l'elaborazione del lutto della madre dopo la perdita di suo padre, inoltre ricorda il suo rapporto con l'amico Pappass, e con Lady, la donna con la quale ha avuto il suo primo rapporto.